# تری هینتون
تری هینتون (انگلیسی: Terri Hinton؛ زادهٔ ۱۹۵۲ (۷۲–۷۳ سال)) بازیکن سابق فوتبال اهل انگلستان است.
وی همچنین در تیم ملی فوتبال زنان انگلستان بازی کرده است.